# بريون (لومبارديا)
بريسيان هي إحدى المجتمعات المحلية في مقاطعة بريشا الواقعة في لومباردي.